# Райони місцевого самоврядування Австралії
Райони місцевого самоуправління (РМС; англ. Local Government Area; LGA) — в Австралії назва адміністративно-територіальних одиниць 2-го рівня, які контролюються органами місцевого самоврядування. Термін широко використовується Австралійським бюро статистики.
Юридично статус органів місцевого самоврядування не закріплений ані в Конституції Австралійського Союзу, ані в більшості конституційних законів штатів. Тим не менше, відповідальність за їх створення та нагляд лежить на урядах австралійських штатів, які іноді фінансують їхню діяльність (зрідка це робить федеральний уряд). В останні роки роль органів місцевого самоврядування різко зросла, а уряди штатів делегують їм частину своїх повноважень. Наприклад, органи районів місцевого самоврядування Квінсленду наділені правом прийняття власних (місцевих) законодавчих актів (в минулому діяла система підзаконних актів).
Райони місцевого самоврядування бувають декількох типів, кожен з яких має свою назву. Причому в різних штатах використовується різний набір назв. На кінець 2009 року відомі такі типи (напівжирним виділені РМС, що зустрічаються більше 30 разів):
- Переважно міські РМС
  - міська територія (англ. City (C)) — велике місто з передмістями;
  - мала міська територія (англ. Town (T) / Town Council) — невелике місто з передмістями;
  - муніципалітет (англ. Municipality (M) / Municipal Council) — передмістя всередині великих міст або рідше невеликі містечка в глушині;
  - сільсько-міська територія (англ. Rural City (RC)) — сформовані в 1994 році шляхом об'єднання міста («міської території») і (зазвичай однойменного) графства, що оточує його;
  - боро (англ. Borough (B)) — залишився всього один.

- Переважно сільські РМС
  - графство (англ. Shire (S) / Shire Council (SC)) — найбільш звичайна сільська АО в п'яти з семи штатів/територій Австралії;
  - район (англ. Area (A) / Council (DC));
  - (місцевий) регіон (англ. Region (R) / Regional Councils (RegC)) — більш урбанізовані райони, що знаходяться зазвичай ближче до узбережжя, не плутати з більш великими неофіційними регіонами[en];
  - округ (англ. District Council) — аналог графства в Південній Австралії;
  - острівний район (англ. Island Councils (IC) — всього один;
  - громадський район (англ. Community Government Council (CGC), букв. «Рада управління громадою») — всього один;
  - аборигенні РМС:
    - аборигенне графство (Aboriginal Shire) — в Квінсленді,
    - аборигенний район (англ. Aboriginal Council (AC) — в Південній Австралії.

Крім цього існують деякі інші типи класифікації РМС в Австралії.
Багато районів місцевого самоврядування у штатах Новий Південний Уельс і Південна Австралія більше не мають юридичного статусу графств або муніципалітетів: вони просто відомі під назвою «район» (англ. Area), а їхні управи — під назвою «ради» (англ. Council). Нині в Австралії 567 районів місцевого самоврядування та 14 невключених територій.
Відповідальність за створення та визначення меж районів місцевого самоврядування несуть уряди штатів і територій. У всіх австралійських штатах і  Північній території об'єднані території мають офіційний статус.
| РМС                            | Новий Південний Уельс | Вікторія | Квінсленд | Південна Австралія | Тасманія | Західна Австралія | Північна територія | Всього |
| ------------------------------ | --------------------- | -------- | --------- | ------------------ | -------- | ----------------- | ------------------ | ------ |
| міська територія (city)        | 38                    | 33       | 7         | 20                 | 6        | 22                | 2                  | 128    |
| мала міська територія (town)   |                       |          | 1         | 2                  |          | 11                | 2                  | 16     |
| муніципалітет                  | 9                     |          |           | 1                  |          |                   | 1                  | 11     |
| сільсько-міська територія (RC) |                       | 6        |           | 1                  |          |                   |                    | 7      |
| боро                           |                       | 1        |           |                    |          |                   |                    | 1      |
| графство (S)                   | 47                    | 39       | 24        |                    |          | 109               | 10                 | 229    |
| графство (Shire Council , SC)  | 28                    |          |           |                    |          |                   |                    | 28     |
| район                          | 27                    |          |           | 5                  | 24       |                   |                    | 56     |
| регіон                         | 3 (RC)                |          | 30 (R)    | 4(RC)              |          |                   |                    | 37     |
| округ (DC)                     |                       |          |           | 35                 |          |                   |                    | 35     |
| острівний район (IC)           |                       |          | 1         |                    |          |                   |                    | 1      |
| громадський район (CGC)        |                       |          |           |                    |          |                   | 1                  | 1      |
| аборигенне графство            |                       |          | 12        |                    |          |                   |                    | 12     |
| аборигенний район (AC)         |                       |          |           | 5                  |          |                   |                    | 5      |
| Всього                         | 152                   | 79       | 75        | 73                 | 30       | 142               | 16                 | 567    |
| Невключені території           | 2                     | 6        |           | 1                  |          |                   | 5                  | 14     |

## Вікторія

Мапа районів місцевого самоврядування Вікторії

Територія австралійського штату Вікторія розділена на 79 районів місцевого самоврядування. Виділяються кілька типів таких районів:
- сіті (англ. city; в основному міське населення);
- графство (англ. shire; переважно сільське населення);
- сільське місто (англ. rural city; змішане міське/сільське населення);
- боро (англ. borough; на території штату розташоване єдине у всій Австралії боро)[3].

Крім районів місцевого самоврядування в штаті також знаходиться декілька  невключених територій (англ. unincorporated area).

## Західна Австралія

Мапа районів місцевого самоврядування Західної Австралії

Територія австралійського штату Західна Австралія розділена на 142 райони місцевого самоврядування (включаючи території острова Різдва та Кокосових островів). Статус районів і повноваження їхніх органів регулюються Законом про місцеве самоврядування, прийнятим в 1995 році.
Виділяються три типи районів місцевого самоврядування:
- сіті (англ. City): статус сіті надається тільки округу у складі столичного району (англ. metropolitan area) з чисельністю населення понад 30 тисяч осіб, з яких більше половини проживає в міській місцевості, а також округу, що не є частиною столичного району, в якому проживає понад 20 тисяч чоловік (з них більше половини проживає в міській місцевості);
- таун (англ. Town): статус тауна надається лише у випадку, якщо в окрузі більше половини жителів проживає в міській місцевості;
- графство (англ. Shire): статус графства надається всім іншим округам, які не підпадають під критерії сіті або тауна.

## Квінсленд

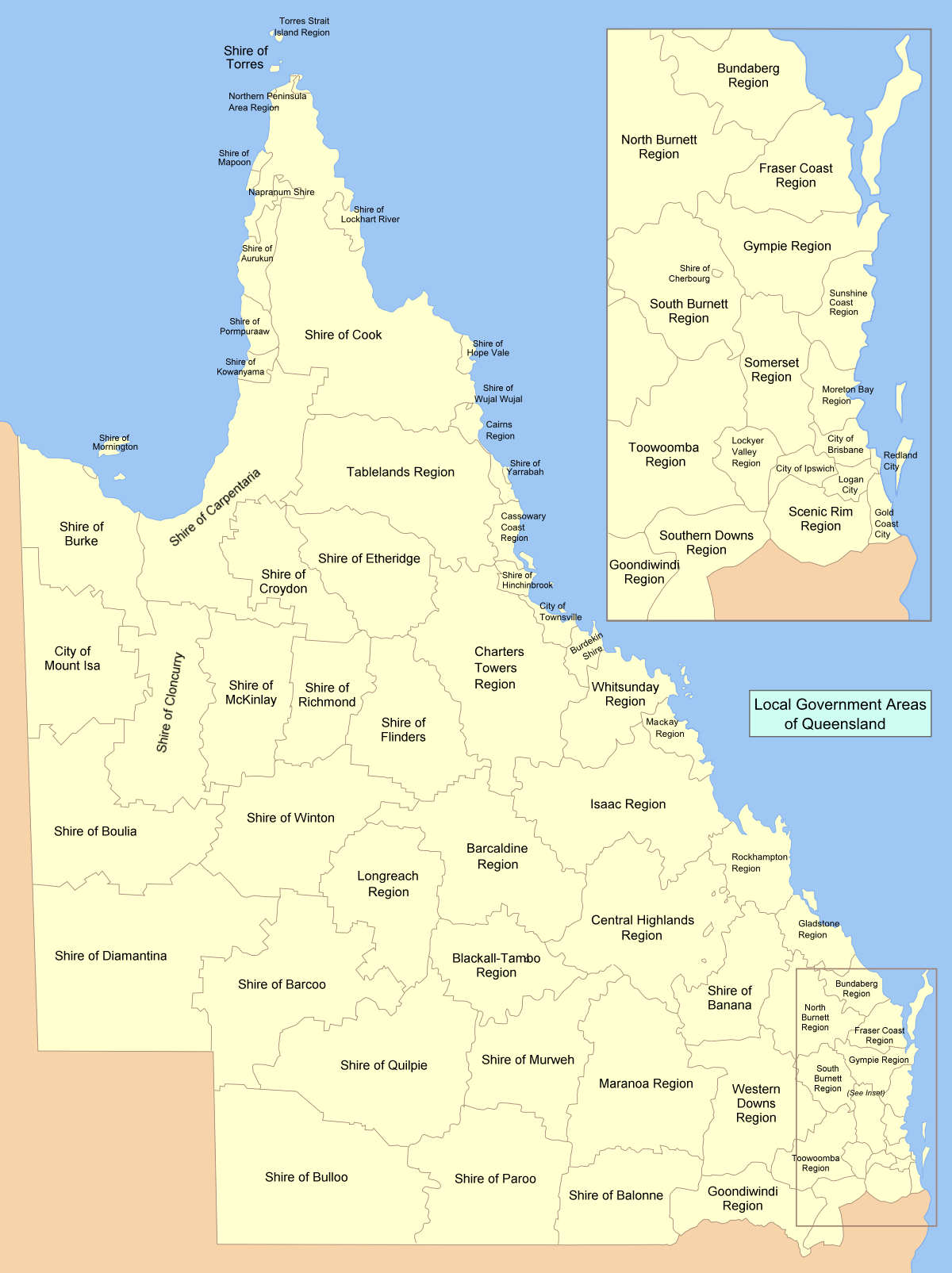
Мапа районів місцевого самоврядування Квінсленду

Територія австралійського штату Квінсленд розділена на 73 райони місцевого самоврядування, включаючи аборигенні ради (англ. Aboriginal council), які з січня 2007 року мають статус повноправних рад графств (англ. Shire Council). Статус районів і повноваження їхніх органів регулюються Законом про місцеве самоврядування, прийнятим в 1993 році.
Виділяють чотири типи районів місцевого самоврядування:
- регіон (англ. region);
- сіті (англ. city);
- таун (англ. town);
- графство (англ. shire).

## Новий Південний Уельс

Мапа районів місцевого самоврядування Нового Південного Уельсу

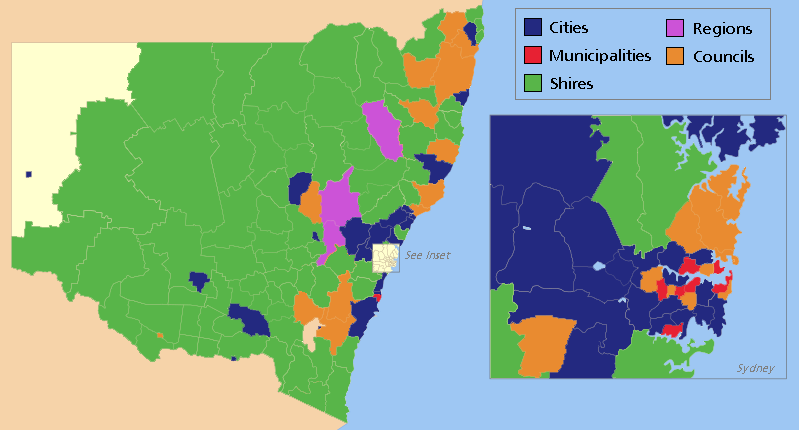
Мапа з позначенням різних назв районів місцевого самоврядування штату

Територія австралійського штату Новий Південний Уельс законодавчо розділена на два типи районів місцевого самоврядування:
- сіті (англ. city);
- райони (англ. area).

Особливої різниці між сіті та районами не існує. Згідно із Законом про місцеве самоврядування, прийнятому в 1993 році, сіті — це просто район, що отримав статус сіті за рішенням губернатора. Багато районів Нового Південного Уельсу зберегли позначення, які застосовувалися до проведення в штаті реформи місцевого самоврядування і більше не мають законодавчого статусу. Серед них:
- муніципалітети (англ. Municipalities; переважно внутрішньоміські приміські райони і невеликі сільські населені пункти);
- графства (англ. Shires; переважно сільські чи зовнішні приміські райони).

Деякі райони, створені після прийняття Закону про місцеве самоврядування в 1993 році, взяли позначення регіонів (англ. Region), які зазвичай являють собою великі сільські райони, на території яких переважно розташовані міста сільського типу. Багато рад місцевого самоврядування в даний час використовують будь-яке позначення, наприклад, частина з них просто позначається «Рада такої-то місцевості». До складу штату також входить Немуніципальний регіон Дикого Заходу (англ. Unincorporated Far West Region), який не є частиною жодного району місцевого самоврядування, і острів Лорд-Хау, який також не має муніципального статусу, проте вважається самокерованою територією під управлінням Острівної управи Лорд-Хау (англ. Lord Howe Island Board).

## Північна територія

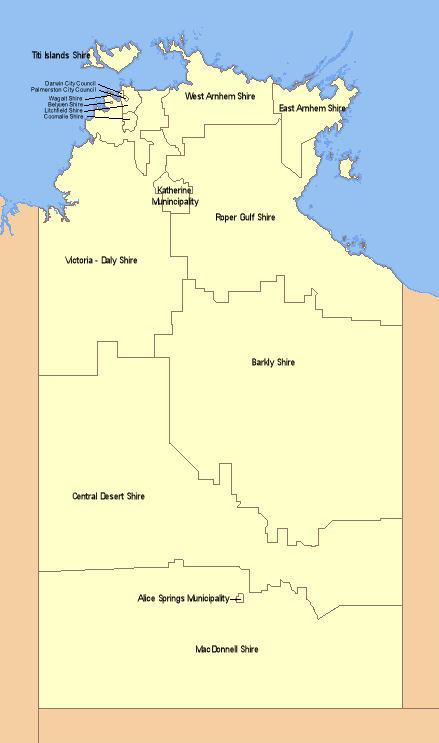
Мапа районів місцевого самоврядування Північної території

Станом на 1 липня 2008 року на території Північної території виділялося два типи районів місцевого самоврядування:
- муніципалітети (англ. Municipality);
- графства (англ. Shire)[7].

Всього в липні 2008 року в Північній території було 17 районів місцевого самоврядування, з яких 5 були муніципалітетами і 11 — графствами. Основними критеріями поділу є щільність населення і рівень урбанізації.
До 1 липня діяла інша класифікація:
- муніципалітети (англ. Municipality);
- урядові ради громад (англ. Community Government Council);
- неприєднані об'єднання (англ. Incorporated Association);
- міста спеціального призначення (англ. Special Purpose Town).

До реформи місцевого самоврядування в Північній території був 61 район місцевого самоврядування, в тому числі 6 муніципалітетів, 51 урядова рада громади, 3 неприєднані об'єднання і 1 місто спеціального призначення.

## Тасманія

Мапа районів місцевого самоврядування Тасманії

Територія штату Тасманія розділена на 29 районів місцевого самоврядування. Основними типами цих районів є:
- сіті (англ. City);
- муніципалітети (англ. Municipality).

## Південна Австралія

Мапа районів місцевого самоврядування Південної Австралії

Територія австралійського штату Південна Австралія розділена на 69 районів місцевого самоврядування. Виділяються кілька типів таких районів:
- сіті (англ. City);
- сільські міста (англ. Rural City);
- муніципалітети/муніципальні ради (англ. Municipality/Municipal Council)
- окружні ради (англ. District Council);
- регіональні ради (англ. Regional Council);
- аборигенні ради (англ. Aboriginal Council).

Майже 60% території штату знаходиться під управлінням Траста з розвитку спільнот малонаселених територій (англ. Outback Areas Community Development Trust).